# Macht van de Koning
Macht van de Koning is het tweede deel in de De Laatste Afstammelingen-serie geschreven door de Britse schrijfster Catherine Banner en gepubliceerd door Random House op 22 september 2009. Het derde en laatste boek in de serie, Val van de Koning, verscheen in september 2010.

## Inhoud
Het verhaal speelt zich af vanuit het perspectief van Anselm, de stiefzoon van Leo Noord, de hoofdpersoon uit het eerste boek. In De Macht van de Koning verlaat hij zijn thuisland Malonia. Tijdens die reis vertelt hij aan een medereiziger zijn verhaal. Tevens leest hij hem voor uit een boek van zijn stiefvader. Deze twee verhaallijnen lopen dwars door elkaar heen, maar houden verband met elkaar. 
Koning Cassius, die in het eerste deel de tiran Lucien van de troon stootte en nu heerst over Malonia, verwachtte vrede en welvaart voor zijn land. Maar dat blijkt niet zo te zijn: het land kan niet ontsnappen aan het duistere verleden. Dit zorgt ervoor dat er al snel een nieuw, duister complot wordt gesmeed tegen Cassius, die voor oorlog en chaos zullen zorgen. Wederom is het legendarische Engeland aanwezig, en moeten de hoofdpersonen zich inzetten voor de redding van hun land.

## Boeken
- 2008 - Ogen van de Koning
- 2009 - Macht van de Koning
- 2011 - Val van de Koning